# 藥後駕駛
在藥物影響下駕駛（簡稱藥後駕駛、藥駕）是指駕駛者在服用藥物後因藥物對身體產生的作用而影響其控制並駕駛機動車輛（有時包括自行車、有發動機、電動機的交通工具或機械以及騎馬），是車禍的常見原因之一，區別於酒後駕駛。執法人員處理在藥物影響下駕駛的個案時，往往舉證因難，因為不能使用呼氣式檢測儀快速準確評定是否超標，通常只能抽血检测或者尿检。如果駕駛者所服用的藥物是毒品或違禁藥物，此時又稱為吸毒驾驶、毒後駕駛或毒駕。
不仅仅是管制药品，一些非管制药物（包括处方药和非处方药）也会产生影响神经的副作用，因此这类药物的说明书也会明确警告患者服药后应避免驾驶车辆。

## 加拿大
如果警方有合理的理由相信藥物損害駕駛者的駕駛能力，可以要求分析口腔液(oral fluid)、尿或血液樣本。如果駕駛者拒絕提供樣本，即屬違法，潛在的懲罰跟在藥物影響下駕駛的懲罰完全相同。
所有被定罪的駕駛者都會被強制禁止駕駛(至少1年)，作為懲罰的一部份。省法律更可能永久中止駕駛資格。

## 愛爾蘭
毒駕是違法的，不管駕駛表現（regardless of driving performance）。損害測試（Impairment Testing）由道路安全局在路邊進行。

## 中国大陆
警方可分析尿樣本。

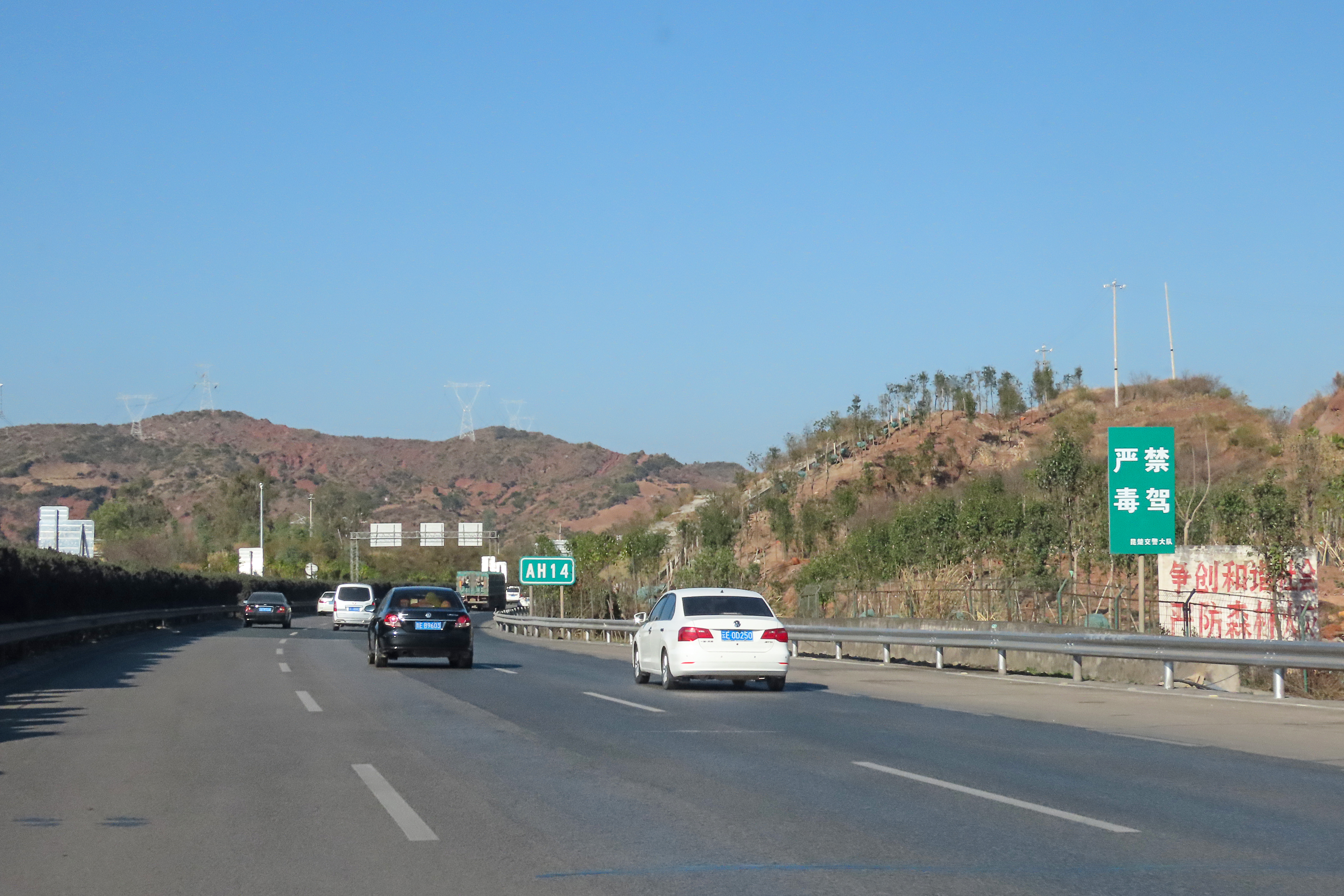
杭瑞高速公路楚雄段的“严禁毒驾”指示标

《中华人民共和国刑法》未有规定吸食毒品驾驶机动车本身是否属于犯罪。但因吸毒或服用其他不含酒精药品驾驶机动车造成事故的，则属于以其他方式危害公共安全，可处以三年以上、十年以下有期徒刑；造成严重后果者最高可处以死刑。
依据中华人民共和国公安部第139号令《机动车驾驶证申领和使用规定》，三年内有吸食、注射毒品行为或者解除强制隔离戒毒措施未满三年，或者长期服用依赖性精神药品成瘾尚未戒除的，不得申请驾驶证；被查获有吸食、注射毒品后驾驶机动车行为的，驾驶证即时吊销。

## 台灣
一般罰款9萬元。截至2018年9月，毒駕法律仍有漏洞。

## 香港
打擊藥駕及毒駕是警察的工作重點之一。法庭可終生取消該司機的駕駛資格。
一旦司機服用了無法讓司機妥善控制汽車的藥物後開車即違法。警方可要求疑犯於警察局內進行客觀的損害測試。被評定為駕駛能力受損的疑犯，須交出駕駛執照24小時。
就算藥物是常用的，道路安全議會提醒司機請教醫護人員，了解會否影響駕駛。法律禁止駕駛時服用任何濃度的指明毒品：海洛英（白粉）、可卡因、氯胺酮（K仔）、冰、草及搖頭丸，無論是否有影響駕駛能力。